# Strumigenys buleru
Strumigenys buleru är en myrart som beskrevs av Brown 1988. Strumigenys buleru ingår i släktet Strumigenys och familjen myror. Inga underarter finns listade i Catalogue of Life.